# Francisco Javier de Istúriz
Pour les articles homonymes, voir Francisco Montero, Montero (homonymie) et Istúriz.
Francisco Javier de Istúriz Montero, né à Cadix le 31 octobre 1790 et mort à Madrid le 2 avril 1871, est un homme d'État et diplomate espagnol, président du gouvernement (1836, 1846-1847, 1858), des Cortes Generales, du Congrès des députés et du Sénat à diverses occasions.